# بلپویگ
بلپویگ (به اسپانیایی: Bellpuig) یک منطقهٔ مسکونی در اسپانیا است که در اورژل واقع شده‌است. بلپویگ ۳۵٫۰ کیلومتر مربع مساحت دارد ۳۰۸ متر بالاتر از سطح دریا واقع شده‌است.